# Sigur Rós
Sigur Rós („ruža pobede“) je islandska post-rok grupa, koja u svojoj muzici koristi elemente klasične muzike i minimalizma. Grupa je poznata po specifičnom načinu pevanja i glasu pevača Jon Tor Birgisona.

## Diskografija

### Studijski albumi
- Von (1997)
- Ágætis byrjun (1999)
- (2002)
- Takk... (2005)
- Með suð í eyrum við spilum endalaust (2008)
- Valtari (2012)
- Kveikur (2013)
- Átta (2023)

### Kompilacije
- Hvarf-Heim (2007)

### Remiks albumi
- Von brigði (1998)

### EP izdanja
- Rímur (2001)
- Ba Ba Ti Ki Di Do (2004)

### Filmska muzika
- Angels of the Universe (2000)
- The Loch Ness Kelpie (2004)
- Hlemmur (2003)

## Spoljašnje veze
- Zvanična prezentacija
- Zvanični sajt obožavalaca